# ジーン・ワシントン (1947年生のワイドレシーバー)
ジーン・ワシントン（Gene Washington, 1947年1月14日- ）はアラバマ州タスカルーサ出身のアメリカンフットボール選手。

## 経歴
スタンフォード大学時代にはオールアメリカンに選ばれた。1969年のNFLドラフト1巡全体19位でサンフランシスコ・フォーティナイナーズに指名されて入団した。入団して4シーズン連続プロボウルに選ばれ、この間196回のパスをキャッチして31タッチダウンをあげた。チームも1970年から1972年まで3年連続NFC西地区優勝を果たしている。彼のベストシーズンは2年目の1970年で53回のキャッチで1100ヤードを獲得、12タッチダウンをあげた。
1974年にはNFLトップの平均21.2ヤードを獲得、ディープスリートとして活躍した。
1979年に元ナイナーズのコーチ、モンテ・クラークの率いるデトロイト・ライオンズでプレーしたがキャリア最低の14回でシーズンを終え、そのまま現役を引退した。
WRとして49er史上歴代5位の371回のキャッチ、歴代3位の59レシーブタッチダウンをあげている。またレシーブで6,664ヤード獲得しているが、これはドワイト・クラークに次ぐ歴代4位である。
キャリアを通じてわずか2回しかファンブルしなかった。
現役引退後、NFLのオフィスに勤めるようになった彼は、現在NFLのフットボールオペレーションのディレクターを務めている。
現役時代、及び引退してからもカリフォルニア州に住む彼は、多くの映画やテレビシリーズに出演している。1980年代初めにはNBCスポーツのNFLカバレッジの解説者、1980年代終わりにはKABCテレビのアンカーを務めている。

## 出演作品
- バナチェック登場 Banacek 1972年
- モッズ特捜隊 The Mod Squad 1972年
- Black Gunn 1972年
- The Black Six
- エアポート'75 (Airport 1975) 1974年
- 署長マクミラン
- Lady Cocoa 1975年